# Bandera de Finlandia

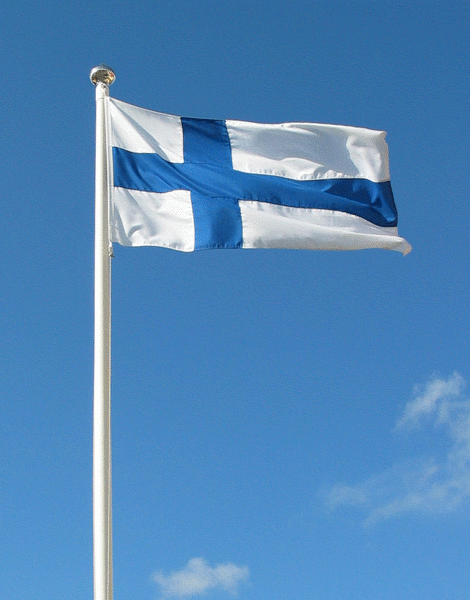
Bandera finlandesa ondeando.

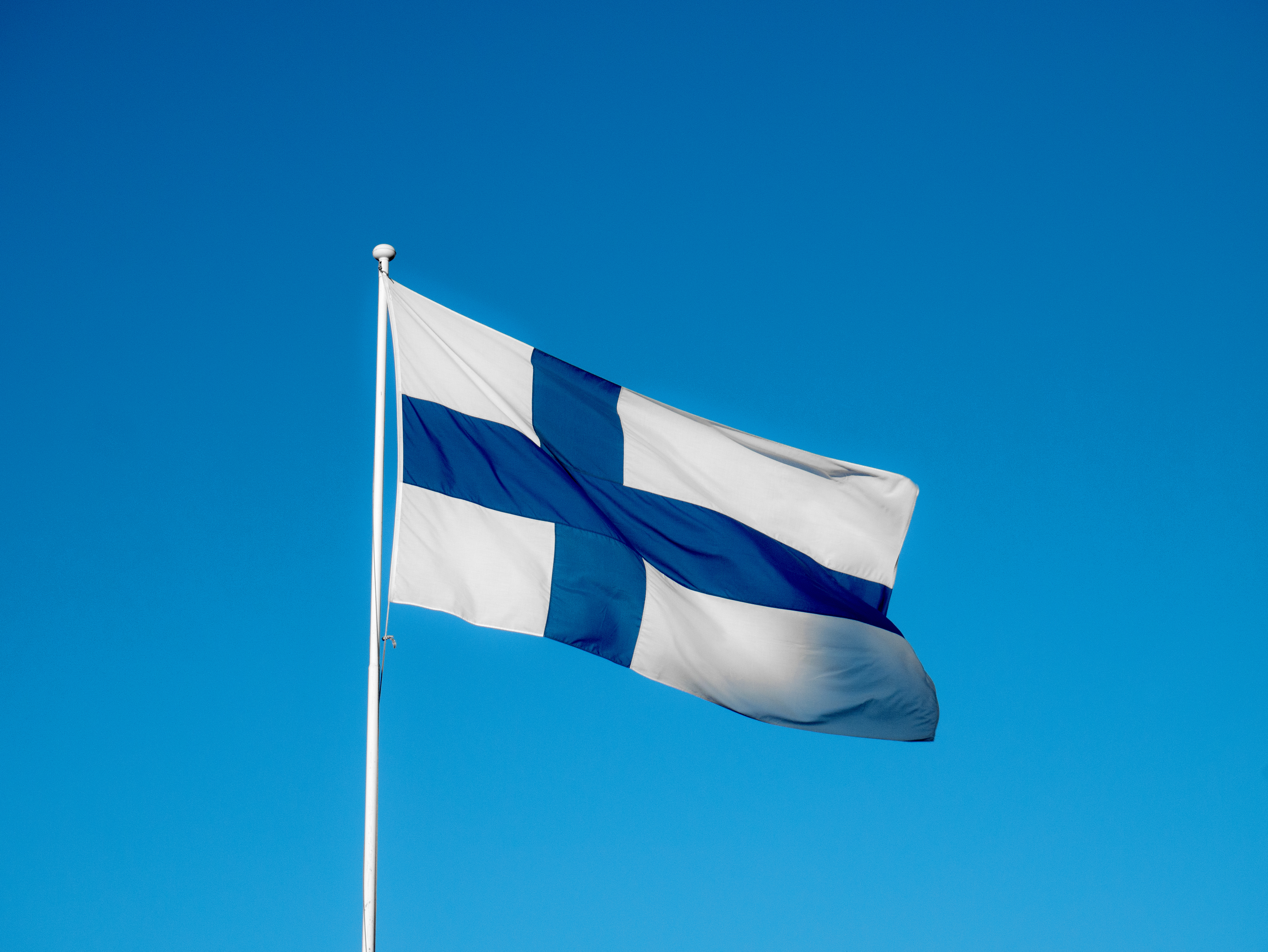
Bandera de Finlandia ondeando en un poste.

Bandera estatal temporal utilizada desde diciembre de 1917 hasta mayo de 1918.

Alférez de la marina mercante temporal "Bandera de San Jorge", utilizada entre 1853 y 1856 en la Guerra de Crimea.

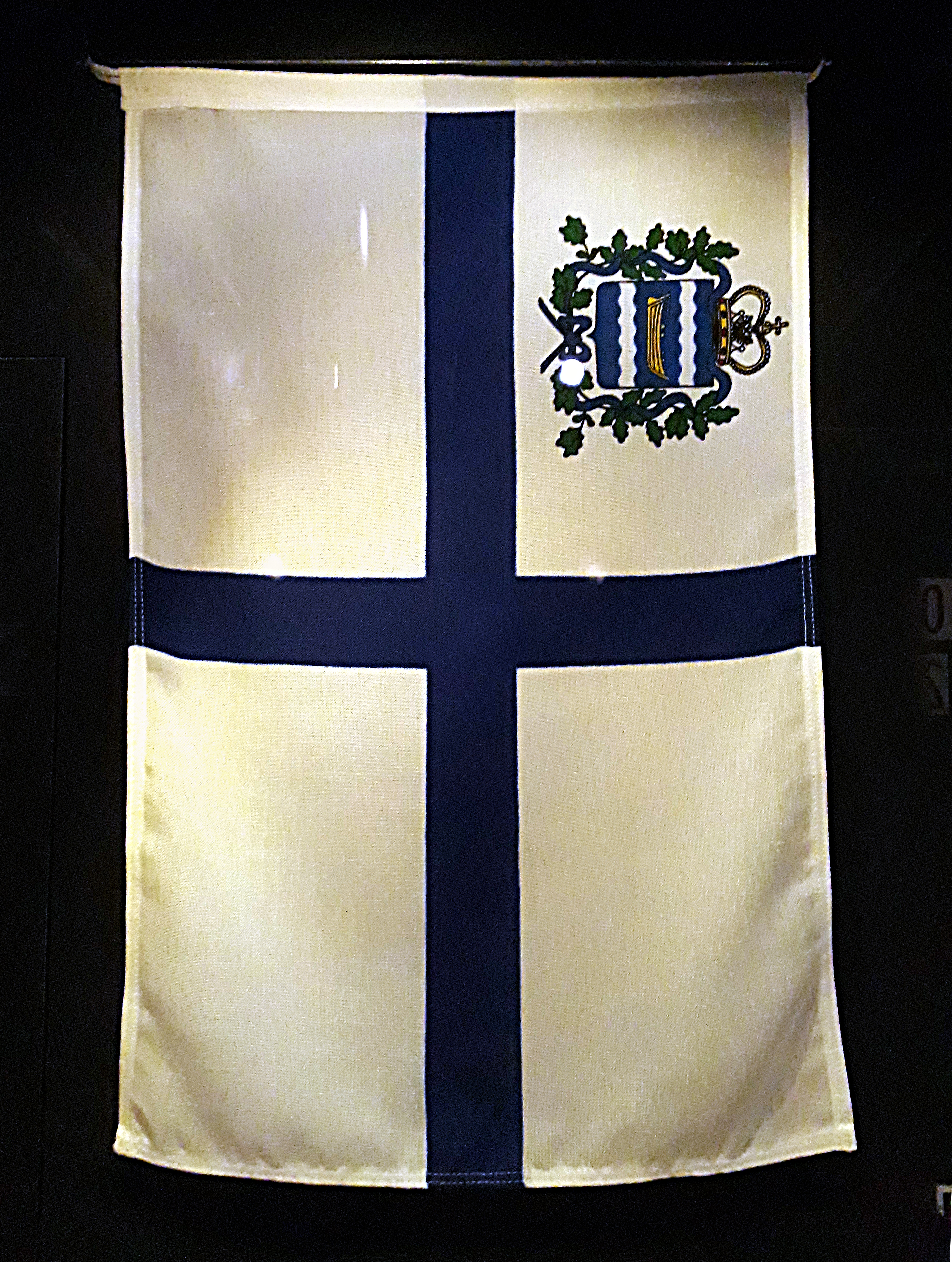
Antigua bandera de Nyländska Jaktklubben (1861–1919), en exhibición en el Museo Marítimo de Finlandia en Kotka.

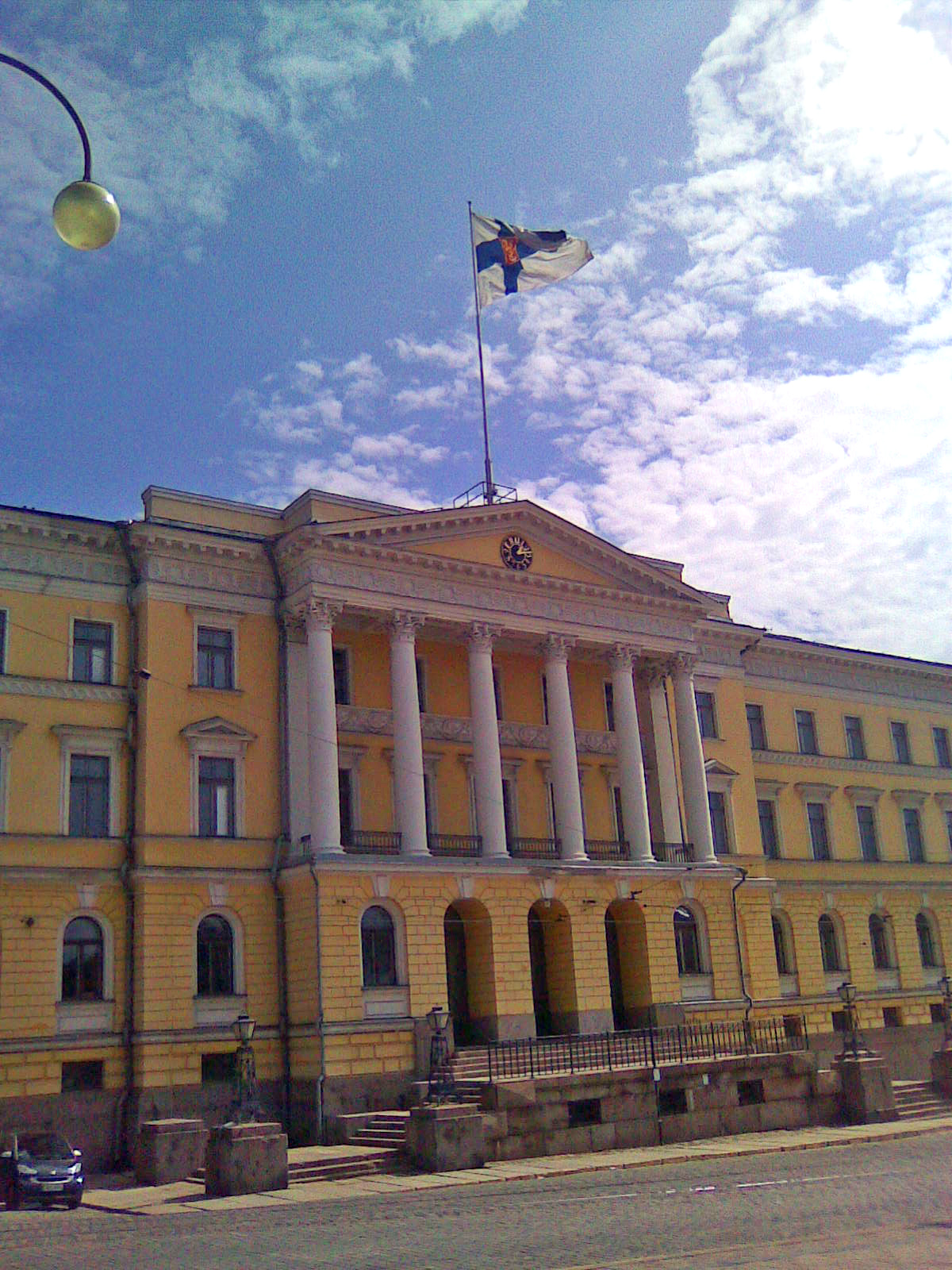
La sede del Gobierno finlandés en la Plaza del Senado, Helsinki, visto ondeando la bandera del Estado.

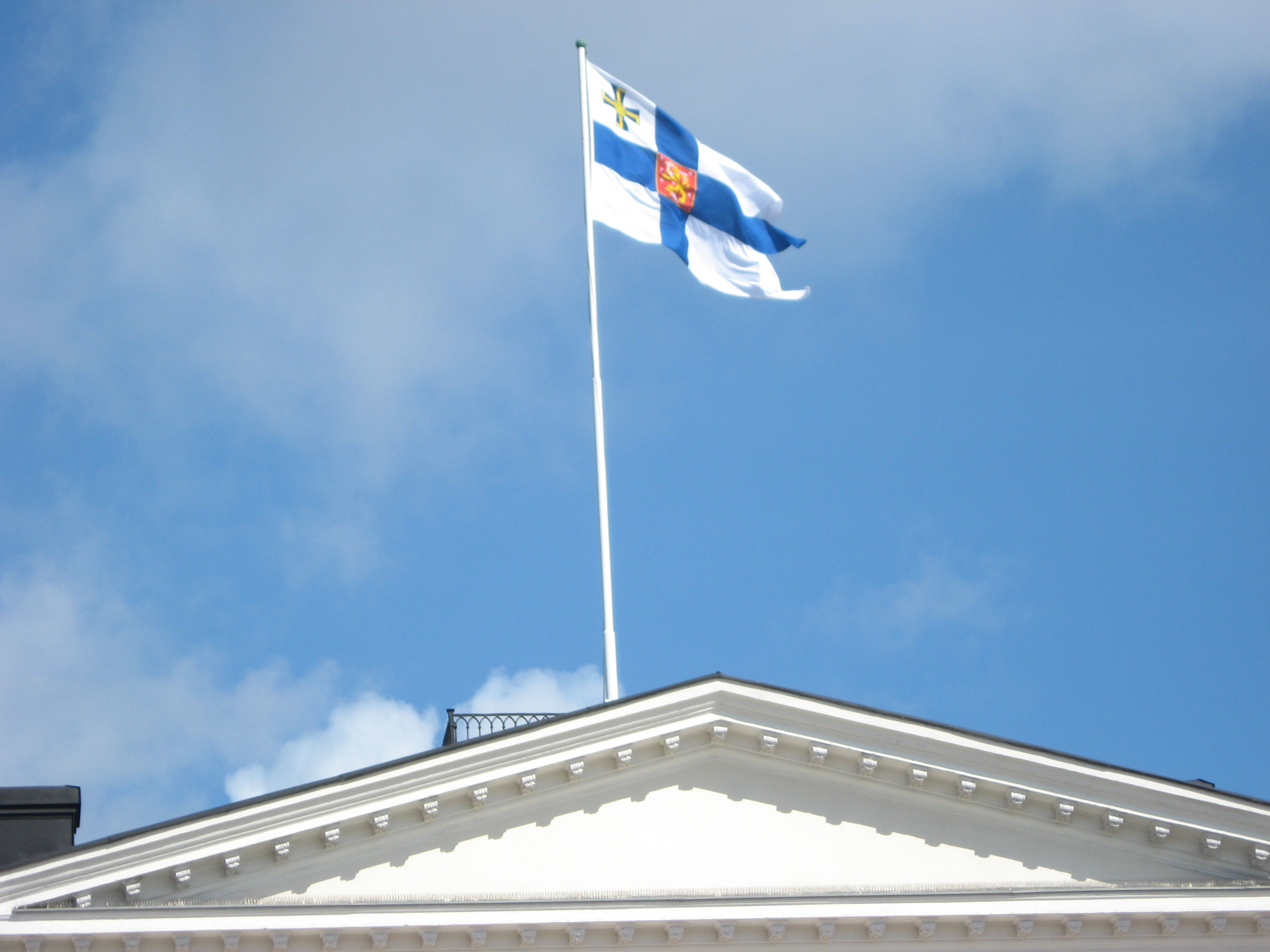
El estandarte presidencial finlandés en el Palacio Presidencial de Helsinki.

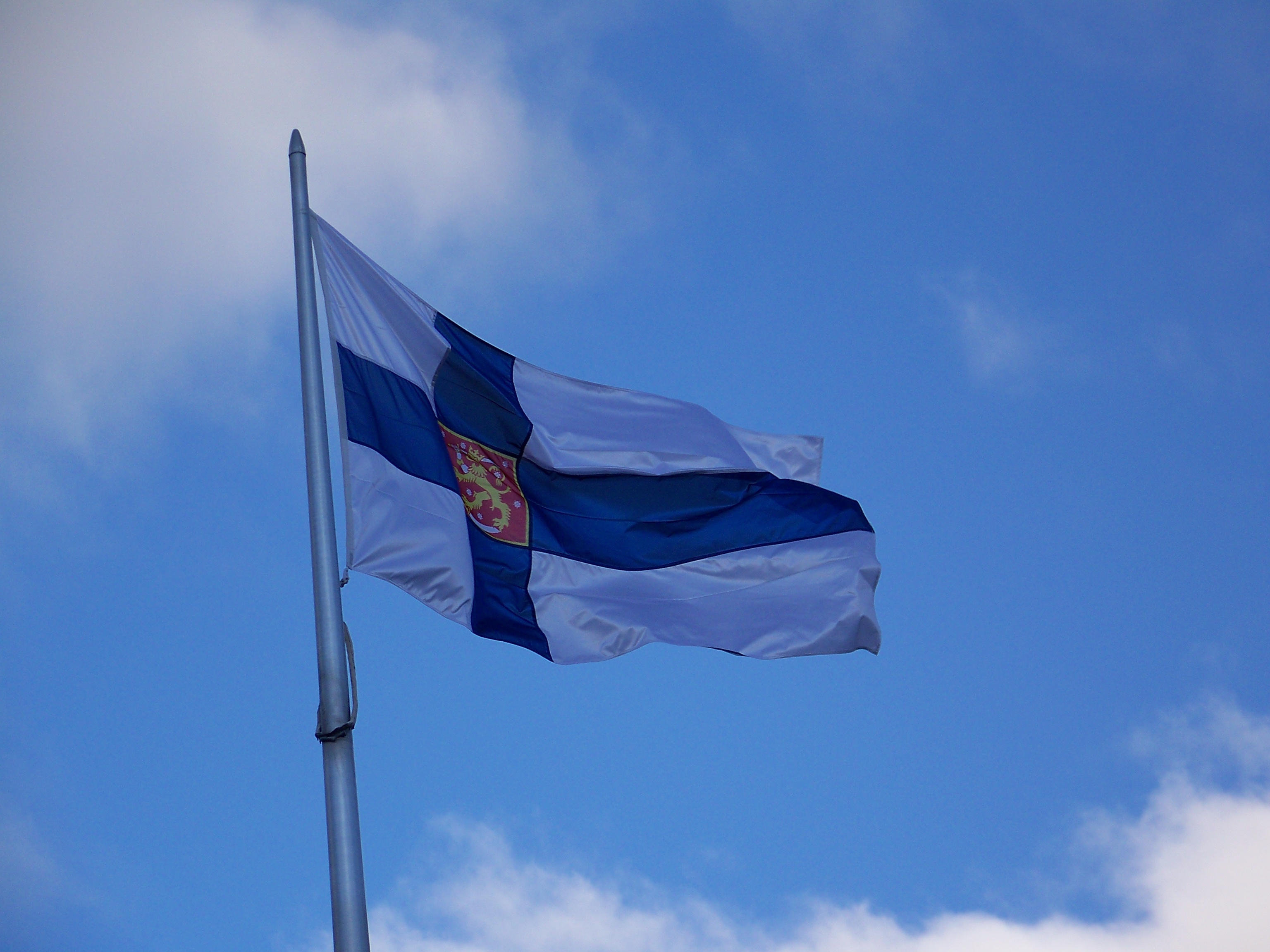
Bandera del estado finlandés en la embajada finlandesa, Canberra, Australia.

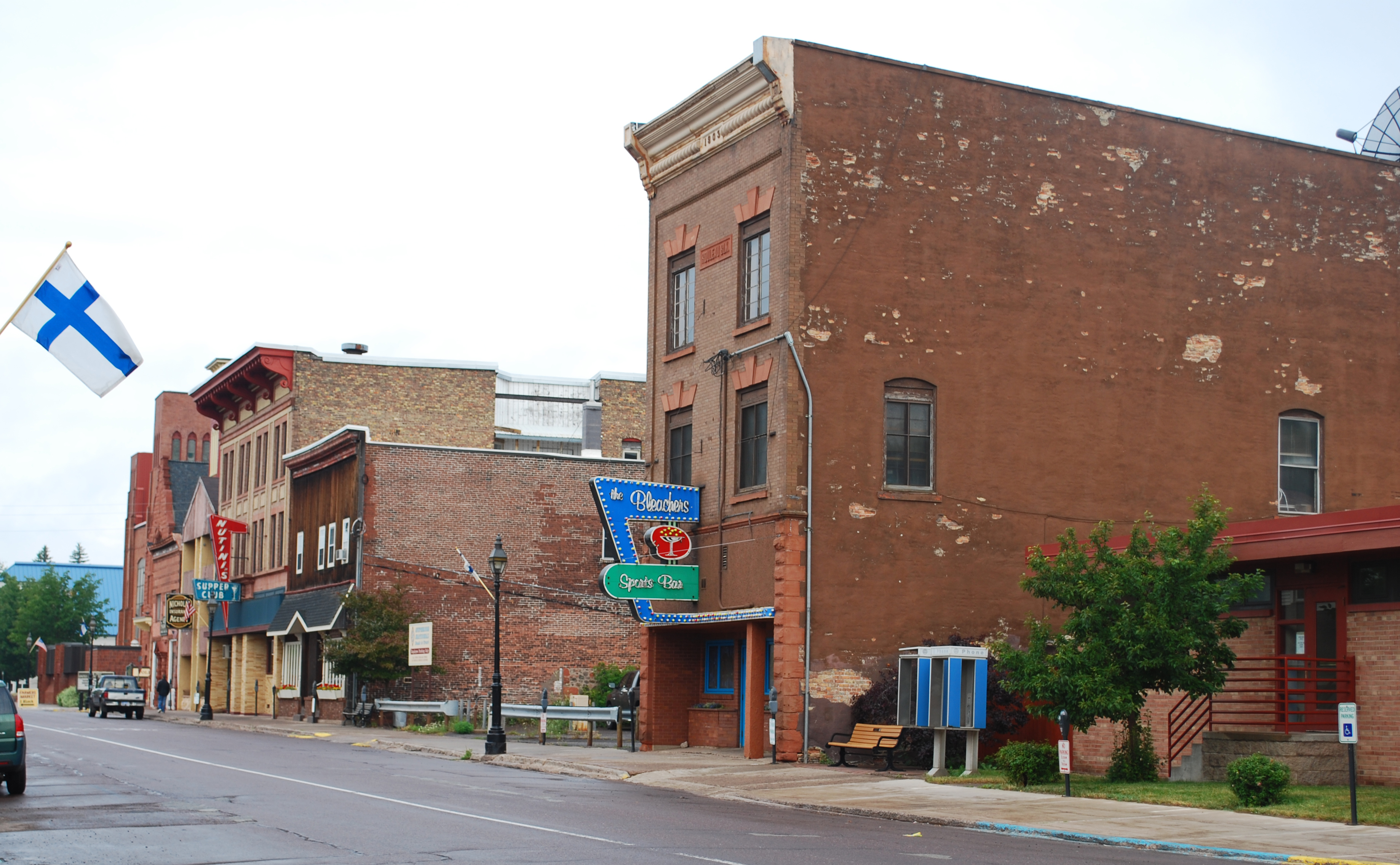
Bandera finlandesa a lo largo de Quincy Street en Hancock, Míchigan, Estados Unidos.

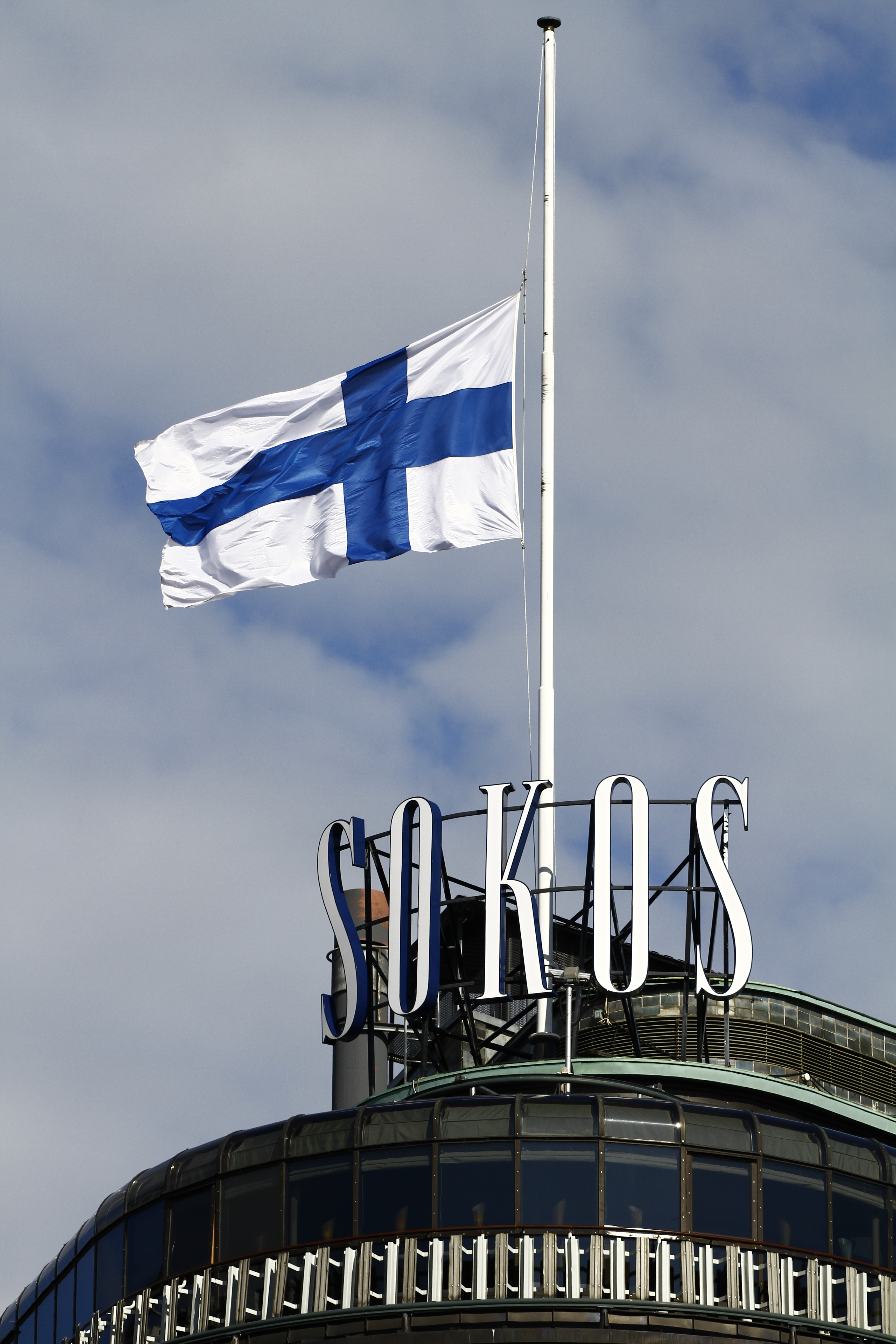
La bandera finlandesa ondeando a media asta después de los ataques en Noruega de 2011.

La bandera de Finlandia está compuesta por una cruz azul sobre un fondo blanco. Fue declarada oficial por una ley promulgada el 29 de mayo de 1918, casi seis meses después de la independencia de Finlandia. Una nueva ley que la regula entró en vigor en 1978. Hay dos modelos, la bandera nacional y la bandera oficial del Estado.

## La bandera nacional
La bandera nacional tiene forma rectangular y sus dimensiones son: 11 de alto por 18 de ancho. La cruz tiene un ancho de 3 y color PMS294C y está situada a una altura de 4. La longitud del área desde el asta hasta la cruz es de 5, siendo el resto de la superficie hasta el final de 10 unidades. Cualquier ciudadano finlandés disfruta del derecho de izar la bandera nacional. Con ciertas excepciones, ésta luce en los navíos finlandeses como su insignia nacional.
También contiene la cruz escandinava, al igual que las banderas de Dinamarca, Islandia, Noruega y Suecia.

## La bandera oficial del Estado
La bandera oficial del Estado puede ser rectangular o tener tres puntas. El escudo de armas de Finlandia está inscrito en el cuadro que se forma en la intersección de ambos brazos de la cruz. El cuadrado tiene un borde amarillo, el ancho del cual es un cuarentavo del ancho de la cruz. Los Ministerios e instituciones oficiales ondean la bandera oficial del Estado con forma rectangular. Las Fuerzas Armadas usan la que tiene tres puntas, que es una unidad más grande que la bandera nacional o la oficial rectangular. El presidente de la república utiliza la de tres puntas en cuya esquina superior izquierda aparece una cruz de la libertad azul y amarilla.

## Tamaño
Según la ley finlandesa, la proporción de la bandera es 11:18 (alto: ancho), muy cercana a la proporción áurea. La bandera estatal de cola de golondrina es una unidad más larga y las colas tienen cinco unidades de largo. El ancho de la cúspide de la cruz azul es de tres unidades de medida, lo que da un conjunto de relaciones de 4:3:4 (vertical) y 5:3:10 (horizontal). Cuando ondea desde un asta de bandera, se recomienda que la bandera tenga un ancho equivalente a un sexto de la altura del asta.

## Uso
La bandera finlandesa se utiliza en tres variantes principales. La bandera nacional habitual es utilizada por todos los ciudadanos, organizaciones y municipios y regiones finlandeses. Cualquier persona puede enarbolar la bandera nacional cuando lo considere conveniente. La bandera estatal rectangular es utilizada por organismos de los gobiernos nacional y provincial de Finlandia, por los cabildos de las catedrales de las dos iglesias nacionales (evangélica luterana y ortodoxa) y embarcaciones no navales del estado.
La bandera nacional de cola de golondrina, que también es la insignia naval, es ondeada por las Fuerzas de Defensa de Finlandia. El estandarte presidencial y los carteles de mando del ministro de defensa, jefe de defensa y comandante de la Armada finlandesa son volados únicamente por las personas respectivas.
Todos los organismos públicos, así como la mayoría de los ciudadanos privados y las corporaciones, enarbolan la bandera en los días oficiales de izaje de la bandera. Además de los días oficiales de vuelo de bandera, hay alrededor de diez días de vuelo de bandera no oficiales pero generalmente observados. Además de los días de bandera, normalmente no se ondean banderas ni banderas corporativas. El Día de la Bandera se celebra el Día del Solsticio de Verano.
La bandera finlandesa se iza a las 8 a. m. y se baja al atardecer, pero no más tarde de las 9 p. m. El Día de la Independencia, la bandera ondea hasta las 8 p. m., independientemente de la oscuridad. Con ocasión de grandes tragedias nacionales, el Ministerio del Interior podrá recomendar izar la bandera a media asta en todo el país.
Como costumbre especial en Finlandia, la bandera ondea en el solsticio de verano desde las 6 p. m. de la víspera del solsticio de verano hasta las 9 p. m. del día del solsticio de verano. Esto se hace para simbolizar el hecho de que la oscuridad no llega a ninguna parte de Finlandia durante la noche de verano. El solsticio de verano también se celebra como el día de la bandera finlandesa.

## Colores
Los colores están definidos en los estándares CIE 1931 y CIE 1976, el estándar sueco SS 01 91 22 y por el sistema de combinación de colores Pantone:
No existe una definición RGB oficial para los colores porque su gama de colores es demasiado estrecha. De los colores CIE L*a*b*, las aproximaciones no oficiales en RGB son (rango 0–255): azul R=24, G=68, B=126, rojo R=181, G=28, B=49 y amarillo R=237, G=167, B=0. El color amarillo en realidad se encuentra fuera del espacio de color sRGB. El color azul se llama "azul marino", que es un azul oscuro a medio. No es un azul marino muy oscuro, ni ningún tono brillante o verdoso como el turquesa o el cian. Puede sustituirse por tintura heráldica azul.
| Esquema de colores | Azul                 | Rojo               | Amarillo           |
| --- | -------------------- | ------------------ | ------------------ |
| CIE (x, y, Y) | 0.1856, 0.1696, 5.86 | 0.576, 0.312, 10.9 | 0.486, 0.457, 45.7 |
| CIE (L*, a*, b*) | 29.06, 7.24, −36.98  | 39.4, 59.0, 29.6   | 73.4, 14.8, 79.0   |
| SS 01 91 22 | 4060-R90B            | 1090-Y90R          | 0080-Y204          |
| Pantone | 294 C                | 186 C              | 123 C              |
| *La sección 3 de la fuente proporciona para los valores CIE el iluminante D65 y la geometría de medición d/2°. *Fuente: http://www.finlex.fi/fi/laki/alkup/1993/19930827 Archivado el 3 de septiembre de 2017 en Wayback Machine. Decisión del Gobierno 827/1993 (en finlandés) |                      |                    |                    |

El rojo y el amarillo se utilizan en el escudo de armas que aparece en la bandera del estado.

## Otras banderas

Bandera del Estado, ratio: 11:18
Estandarte presidencial
Pabellón para embarcaciones de recreo.
Bandera de la Armada, ratio: 11:19.
Pabellón de proa
Bandera provisional del Estado, usada desde diciembre de 1917 hasta mayo de 1918.

## Historia de la Bandera

Bandera de Finlandia (1918-1920)
Pabellón estatal de Finlandia (1918-1920)
Bandera Militar de Finlandia (1918-1920)
Estandarte del Regente de Finlandia (1918-1919)
Pabellón estatal de Finlandia (1920-1978)
Bandera Militar de Finlandia (1920-1978)
Estandarte presidencial de Finlandia (1944-1946)
Pabellón estatal de Finlandia (1978-2013)
Bandera Militar de Finlandia (1978-2013)
Estandarte presidencial de Finlandia (1921-1944, 1946-1978)
Bandera de Pilotos de Finlandia (1919-1920)
Bandera de Pilotos de Finlandia (1920-1978)
Bandera de Aduanas de Finlandia (1919-1920)
Bandera de Aduanas de Finlandia (1920-1978)
Bandera Postal de Finlandia (1918-1939)
Bandera postal de Finlandia (1939-1978)

## Propuestas

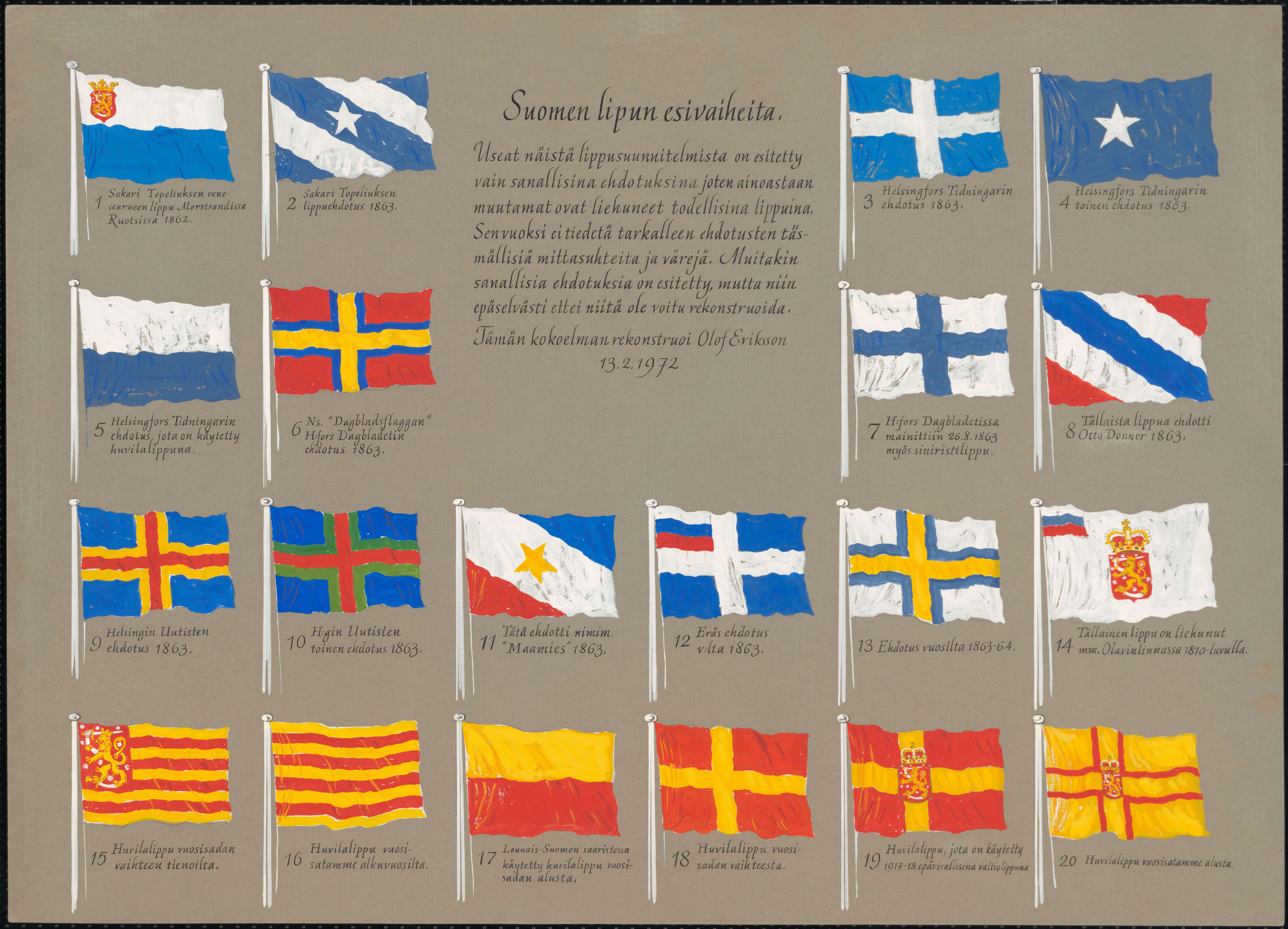
Banderas propuestas de Finlandia 1862–1918, compiladas por Olof Eriksson.
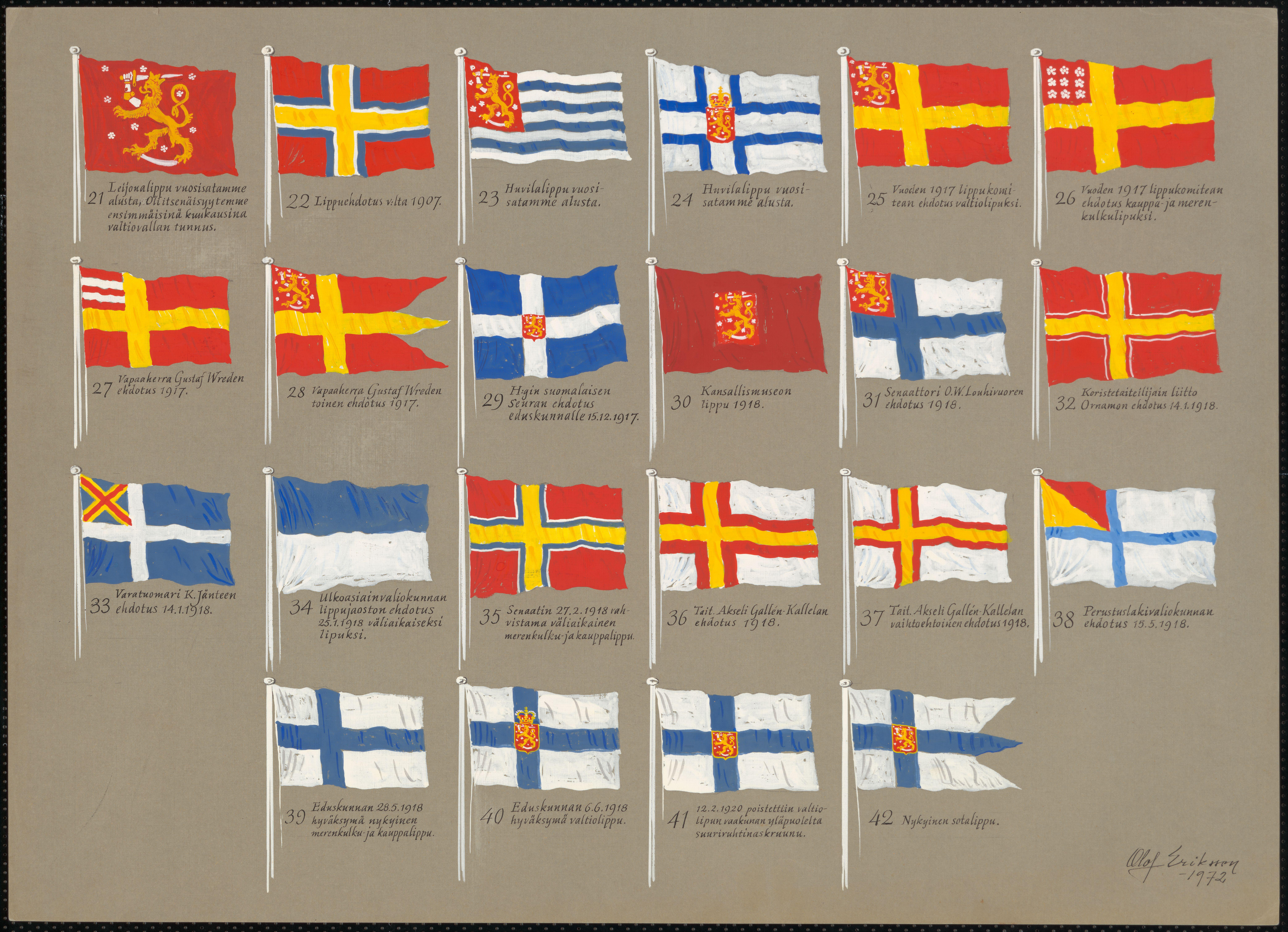
Banderas propuestas de Finlandia 1862–1918, compiladas por Olof Eriksson.